# Liste der Monuments historiques in Menomblet
Die Liste der Monuments historiques in Menomblet führt die Monuments historiques in der französischen Gemeinde Menomblet auf.

## Liste der Bauwerke
| Bezeichnung                       | Beschreibung              | Standort | Kennzeichnung | Schutzstatus | Datum | Bild           |
| --------------------------------- | ------------------------- | -------- | ------------- | ------------ | ----- | -------------- |
| Kirche Notre-Dame-de-l’Assomption | Erbaut im 14. Jahrhundert | (Lage)   | PA00110300    | Inscrit      | 1991  | weitere Bilder |